# Tatjana Providochina
Tatjana Petrovna Providochina (ryska: Татьяна Петровна Провидохина), född den 26 mars 1953 i Leningrad i Ryska SFSR, är en före detta sovjetisk friidrottare inom medeldistanslöpning.
Hon tog OS-brons på 800 meter vid friidrottstävlingarna 1980 i Moskva. 